# 博克格雷溫克冰川 (毛德皇后地)
博克格雷溫克冰川（英語：Borchgrevinkisen），是南極洲的冰川，位於毛德皇后地的朗希爾德公主海岸，處於南龍達訥山脈，在1957年由挪威製圖師根據美國海軍拍攝的空中照片繪入地圖，現時由南極條約體系管理。
72°10′S 21°30′E / 72.167°S 21.500°E